# Genoa Cricket and Football Club II 1903-1904
Questa voce raccoglie le informazioni riguardanti il Genoa Cricket and Football Club II nelle competizioni ufficiali della stagione 1903-1904.

## Stagione
La seconda squadra del Genoa, dopo aver superato nelle eliminatorie i liguri dell'Andrea Doria II, si impose in finale con la Juventus II per quattro reti a zero.

## Divise
La maglia per le partite casalinghe presentava i colori attuali (anche se la dicitura ufficiale era rosso granato e blu), ma a differenza di oggi il blu era posizionato a destra ed era fatta a camicia.
La seconda maglia era la classica maglia bianca con le due strisce orizzontali rosso-blu sormontate dallo stemma cittadino.

## Organigramma societario
Area direttiva
- Presidente: Edoardo Pasteur

Area tecnica
- Allenatore: James Spensley
- Linesman: Agostino Crosa

## Rosa
| N. |                     | Ruolo | Calciatore                |
| -- | ------------------- | ----- | ------------------------- |
|    | Italia (bandiera)   | P     | Pietro Zucchinetti        |
|    | Italia (bandiera)   | D     | Giuseppe Castruccio       |
|    | Italia (bandiera)   | D     | Aleyandro Cevasco         |
|    | Svizzera (bandiera) | D     | Kurt Lies                 |
|    | Italia (bandiera)   | D     | Emilio Storace            |
|    | Italia (bandiera)   | C     | Giovanni Balbi di Robecco |

| N. |                    | Ruolo | Calciatore                  |
| -- | ------------------ | ----- | --------------------------- |
|    | Italia (bandiera)  | C     | Luigi Ferraris              |
|    | Italia (bandiera)  | C     | Giovanni Foffani (capitano) |
|    | Italia (bandiera)  | C     | Luigi Pollak                |
|    | Brasile (bandiera) | A     | José de Rodrigues Martins   |
|    | Italia (bandiera)  | A     | Pellas                      |

## Calciomercato
| Acquisti | Acquisti         | Acquisti | Acquisti   |
| R.       | Nome             | da       | Modalità   |
| -------- | ---------------- | -------- | ---------- |
| D        | Kurt Lies        |          | svincolato |
| C        | Giovanni Foffani | Genoa    | definitivo |

| Cessioni | Cessioni | Cessioni | Cessioni |
| R.       | Nome     | a        | Modalità |
| -------- | -------- | -------- | -------- |

## Risultati

### Seconda Categoria

#### Semifinale
| Genova 10 aprile 1904 Semifinale      | Genoa II  | 3 – 2 | Andrea Doria II | Campo Sportivo di Ponte Carrega |
| \| \| \| \| \| ? \| Marcatori \| ? \| |           |       |                 |                                 |
|                                       |           |       |                 |                                 |
| ?                                     | Marcatori | ?     |                 |                                 |

#### Finale
| Arbitro: | Spensley (Torino) |

|                        |           |  |
| de Rodrigues Martins ? | Marcatori |  |

## Statistiche

### Statistiche di squadra
| Competizione      | Punti | In casa | In casa | In casa | In casa | In casa | In casa | In trasferta | In trasferta | In trasferta | In trasferta | In trasferta | In trasferta | Totale | Totale | Totale | Totale | Totale | Totale | DR |
| Competizione      | Punti | G       | V       | N       | P       | Gf      | Gs      | G            | V            | N            | P            | Gf           | Gs           | G      | V      | N      | P      | Gf     | Gs     | DR |
| ----------------- | ----- | ------- | ------- | ------- | ------- | ------- | ------- | ------------ | ------------ | ------------ | ------------ | ------------ | ------------ | ------ | ------ | ------ | ------ | ------ | ------ | -- |
| Seconda Categoria | 4     | 2       | 2       | 0       | 0       | 7       | 2       | 0            | 0            | 0            | 0            | 0            | 0            | 2      | 2      | 0      | 0      | 7      | 2      | +5 |

### Statistiche dei giocatori
| Giocatore               | Seconda Categoria | Seconda Categoria |
| Giocatore               | Presenze          | Reti              |
| ----------------------- | ----------------- | ----------------- |
| G. Balbi di Robecco     | 2                 | 0                 |
| G. Castruccio           | 2                 | 0                 |
| A. Cevasco              | 2                 | 0                 |
| J. de Rodrigues Martins | 2                 | 2                 |
| L. Ferraris             | 2                 | 0                 |
| G. Foffani              | 2                 | 0                 |
| K. Lies                 | 2                 | 0                 |
| L. Pollak               | 2                 | 0                 |
| E. Storace              | 2                 | 0                 |
| P. Zucchinetti          | 2                 | -2                |